# Al-Ahly Stadium
Le Stade Al Ahly, aussi appelé le stade Hamad ben Khalifa (en arabe : ملعب حمد بن خليفة) est un stade multifonction situé à Doha au Qatar. Il est principalement utilisé pour la pratique du football, par son club résident, le Al Ahli SC.

## Utilisation
Outre son utilisation par le Al Ahli SC, le stade fut également utilisé durant la coupe d'Asie des nations de football 1988, la coupe du monde de football des moins de 20 ans 1995 ainsi que pour un match des tours préliminaires à la Coupe du monde de football 1994 : Japon – Irak.

## Événements
- Coupe d'Asie des nations de football 1988